# Christoph Heller
Christoph Heller (* 1981) ist ein deutscher Filmschaffender.

## Leben
Heller studierte Filmproduktion an der Deutschen Film- und Fernsehakademie Berlin. Zuvor hatte der gebürtige Darmstädter bereits Berührungspunkte zum Film und war Produktionsleiter und -koordinator für Kinoprojekte. Mit dem langen Werbespot Überwachungskamera drehte Heller 2007 dann ein eigenständiges Werk, das auf der 57. Berlinale im Rahmen der Teddy-Award-Verleihung eine lobende Erwähnung und von der Filmbewertungsstelle Wiesbaden das Prädikat „wertvoll“ erhielt. 2005–2008 produzierte er den Dokumentarfilm Sollbruchstelle von Eva Stotz. Hiernach begann Heller die Arbeit an seinem ersten eigenen Langfilm Mein Vater. Mein Onkel. (2009), in dem er die seit der frühen Kindheit erste Begegnung des ebenfalls in Darmstadt aufgewachsenen Sinan Al Kuri mit seiner leiblichen Familie aus dem Irak dokumentiert. Für diesen Film wurde Heller für die Babelsberger Medienpreise und die Gold Panda Awards nominiert. Nach zahlreichen internationalen Festivalauftritten startete der Film am 3. April 2010 in Österreich, am 22. April 2010 in der Schweiz und am 13. Mai 2010 in Deutschland im Kino und am 29. Dezember 2012 auf DVD.
Daraufhin produzierte Heller den Dokumentarfilm Berg Fidel – Eine Schule für alle von Hella Wenders. Der Film wurde mit der goldenen Lüdia auf dem Kinofest Lünen und dem Hauptpreis auf dem Fünf Seen Filmfestival ausgezeichnet. Im Jahr 2013 wurde der Film für den Deutschen Filmpreis vornominiert und auf den Internationalen Filmfestspielen Berlin aufgeführt.